# Oldenlandia monanthos
Oldenlandia monanthos är en måreväxtart som först beskrevs av Ferdinand von Hochstetter och Achille Richard, och fick sitt nu gällande namn av William Philip Hiern. Oldenlandia monanthos ingår i släktet Oldenlandia och familjen måreväxter. Inga underarter finns listade i Catalogue of Life.